# State Farm Arena
State Farm Arena (anteriormente Philips Arena) é uma arena coberta multiuso localizada em Atlanta, Geórgia. A arena serve como sede do Atlanta Hawks da National Basketball Association (NBA). A arena também serviu como sede do Atlanta Thrashers da National Hockey League de 1999 a 2011, antes de a equipe se mudar para Winnipeg e do Atlanta Dream da Women's National Basketball Association (WNBA) de 2008 a 2016 e 2019. 
A arena foi inaugurado em 1999 a um custo de $ 213,5 milhões, substituindo o Omni Coliseum. O State Farm Arena é propriedade do Autoridade de Recreação do Condado de Atlanta Fulton e é operada pelos Hawks, de propriedade de Tony Ressler junto com um grupo de investidores, incluindo Grant Hill.

## Layout
A arena acomoda 19.050 pessoas em jogos de basquete e 17.624 pessoas em jogos de hóquei no gelo. O maior público de todos os tempos de um jogo de basquete do Atlanta Hawks na arena foi o Jogo 6 da primeira rodada dos playoffs de 2008 em 2 de maio de 2008 (contra o Boston Celtics), onde houve um público anunciado de 20.425. A arena inclui 92 suítes de luxo, 9 suítes para festas e 1.866 poltronas. Para shows e outros eventos de entretenimento, a arena pode acomodar 21.000.
A arena foi originalmente planejada de uma maneira bastante incomum com os assentos e camarotes de luxo alinhados apenas ao longo de um lado da superfície e os assentos de admissão ao longo dos outros três lados (o arranjo foi posteriormente emulado no Ford Field, Addition Financial Arena, Soldier Field, Levi's Stadium e outros locais). Esse layout era um grande contraste com muitos de seus contemporâneos, que têm seus camarotes de luxo e assentos localizados na "barriga" da arena, fazendo com que o deck superior ficasse de 2 a 4 andares mais alto. O layout da arena foi feito de forma a ser capaz de trazer a maior parte dos assentos para mais perto da superfície, ao mesmo tempo que disponibiliza um número suficiente de assentos para aumentar as receitas. No entanto, as reformas de 2017-18 removeram os níveis superiores em favor de assentos premium espalhados por toda a arena, transformando essas áreas superiores em assentos padrão.
No exterior, colunas angulares de aço apoiando o telhado voltado para o centro da cidade soletram "ATLANTA". O lado voltado para o Georgia World Congress Center originalmente dizia "CNN" (cuja sede fica ao lado da arena), mas essa seção foi alterada para acomodar um restaurante Taco Mac. A estação ferroviária GWCC / CNN Center abaixo da arena e fornece acesso ao transporte público MARTA.
A empresa de tecnologia Philips, com sede em Amsterdã, comprou os naming right da arena em fevereiro de 1999 por US $ 185 milhões em 20 anos. Em fevereiro de 2018, foi relatado que a Philips não renovaria seu contrato em junho de 2019, principalmente devido à saída da Philips do mercado de eletrônicos de consumo. Em 29 de agosto de 2018, a State Farm comprou o naming rights da arena em um negócio que vai durar 20 anos e custar US $ 175 milhões.
Para a temporada de 2007-08, a State Farm Arena utilizou as novas unidades de relógio "transparentes" que permitem que os espectadores sentados atrás da cesta vejam a ação sem que os relógios interfiram em sua visão, juntando-se ao FedExForum, Wells Fargo Center, TD Garden, United Center, Phoenix Suns Arena e o Spectrum Center. Os painéis de publicidade em vídeo substituíram os painéis de rolagem tradicionais.

## Banners

### Atlanta Hawks
- Título da NBA de 1958
- Título da Divisão Oeste de 1970
- Título da Divisão Central de 1980, 1987, 1994
- Título da Divisão Sudeste 2015

| Números aposentados pelo Atlanta Hawks | Números aposentados pelo Atlanta Hawks | Números aposentados pelo Atlanta Hawks | Números aposentados pelo Atlanta Hawks |
| No.                                    | Jogador                                | Posição                                | Temporadas                             |
| -------------------------------------- | -------------------------------------- | -------------------------------------- | -------------------------------------- |
| 9                                      | Bob Pettit                             | F                                      | 1954–1965                              |
| 21                                     | Dominique Wilkins                      | F                                      | 1982–1994                              |
| 23                                     | Lou Hudson                             | F, G                                   | 1966–1977                              |
| 44                                     | Pete Maravich                          | SG                                     | 1970–1973                              |
| 55                                     | Dikembe Mutombo                        | C                                      | 1996–2001                              |
| 59                                     | Kasim Reed                             | Prefeito de Atlanta                    | 2010–2018                              |
| —                                      | Ted Turner                             | Dono                                   | 1977–2001                              |

### Atlanta Dream
- Título da Conferência Leste de 2010, 2011, 2013

### Atlanta Thrashers (1999–2011)
- Título da Divisão Sudeste de 2006–07

## História

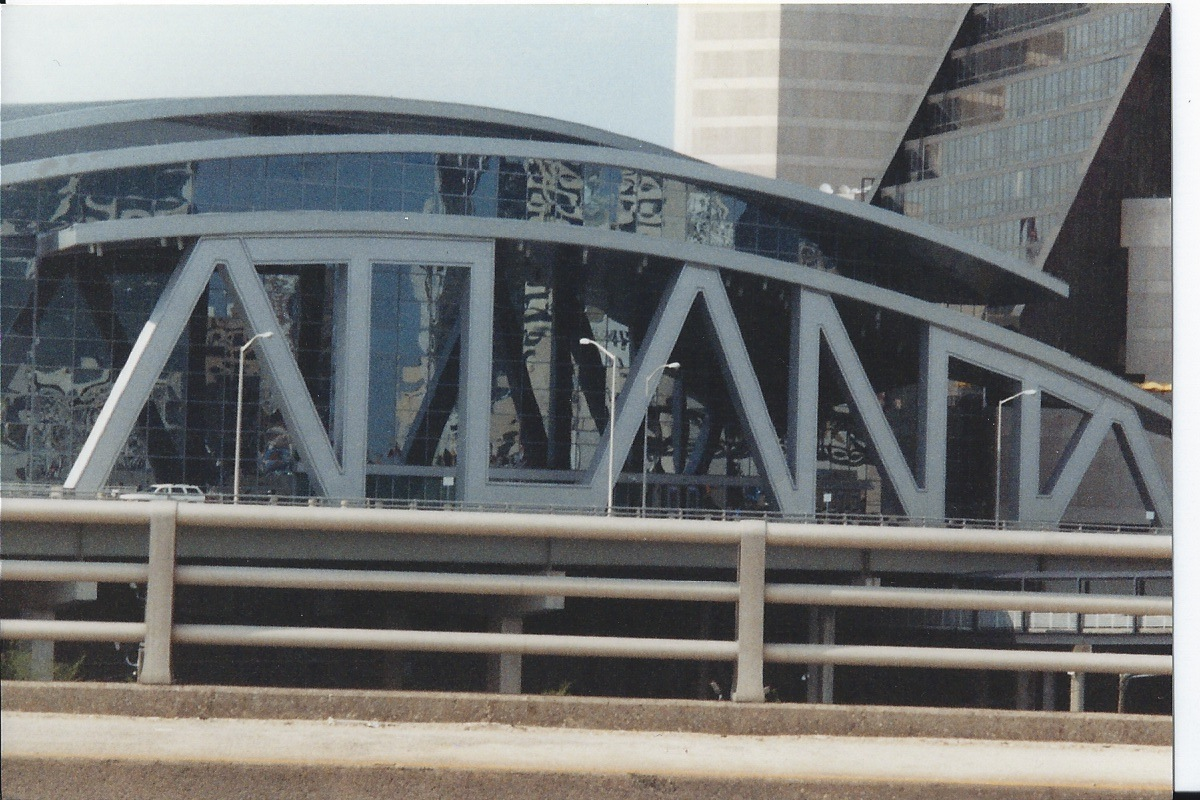
Philips Arena em 12 de fevereiro de 2012.

Durante o final dos anos 1980 e início dos anos 1990, muitas cidades começaram a construir novas instalações esportivas de última geração para suas franquias da NBA e da NHL. Muitas dessas arenas tinham comodidades modernas para seus clientes de alto nível, como camarotes de luxo, assentos especiais e grandes e elegantes saguões; alguns até tinham instalações de treinamento no local. Essas atrações raramente eram encontradas em arenas construídas no início dos anos 1970, quando o Omni Coliseum foi construído. No entanto, era provável que o Omni tivesse que ser substituído de qualquer maneira. Ele foi construído com aço Cor-Ten de intemperismo que se destinava a vedar a si mesmo, garantindo que duraria por décadas. No entanto, os designers do Omni não levaram em consideração o clima úmido de Atlanta. O aço Cor-Ten nunca parava de enferrujar, fazendo com que a arena se deteriorasse mais rápido do que o previsto.
Ted Turner, proprietário dos Hawks na época, queria trazer a NHL de volta para Atlanta; a primeira equipe da NHL da cidade, o Atlanta Flames, mudou-se para Calgary em 1980. No entanto, a NHL determinou que o Omni não era adequado nem mesmo como uma instalação temporária devido a seus problemas estruturais e falta de comodidades. A liga disse a Turner que só concederá um time com a condição de que uma nova arena esteja pronta para a temporada inaugural do time em potencial. Após muita consideração de possíveis outros locais no centro de Atlanta e nos subúrbios, foi decidido que o Omni seria demolido em 1997 e uma nova arena seria construída no mesmo local; o Omni foi demolido em 26 de julho de 1997. Os Hawks dividiram seus jogos entre o Georgia Dome e o Alexander Memorial Coliseum pelas duas temporadas seguintes, enquanto a Philips Arena estava em construção.
A Philips Arena realizou seu primeiro evento, um concerto de Elton John, em setembro de 1999. O "placar central" do Omni agora está pendurado no saguão da Philips Arena, onde ainda exibe o logotipo do Omni junto com os da Philips Arena, Hawks e Thrashers (que nunca jogaram no Omni). O placar ainda funciona e exibe informações relevantes para o jogo que está ocorrendo na arena. Em 2 de abril de 2009, a Philips Arena obteve a certificação LEED para Prédios Existentes: Operações e Manutenção, conforme especificado pelo Conselho de construção dos Estados Unidos (USGBC). Foi a primeira arena da NBA / NHL com certificação LEED. A arena foi apelidada de "Fábrica de destaques", devido ao número de peças emocionantes, ou destaques, que ocorrem e à história da Philips com luzes e eletrônicos.

## Eventos

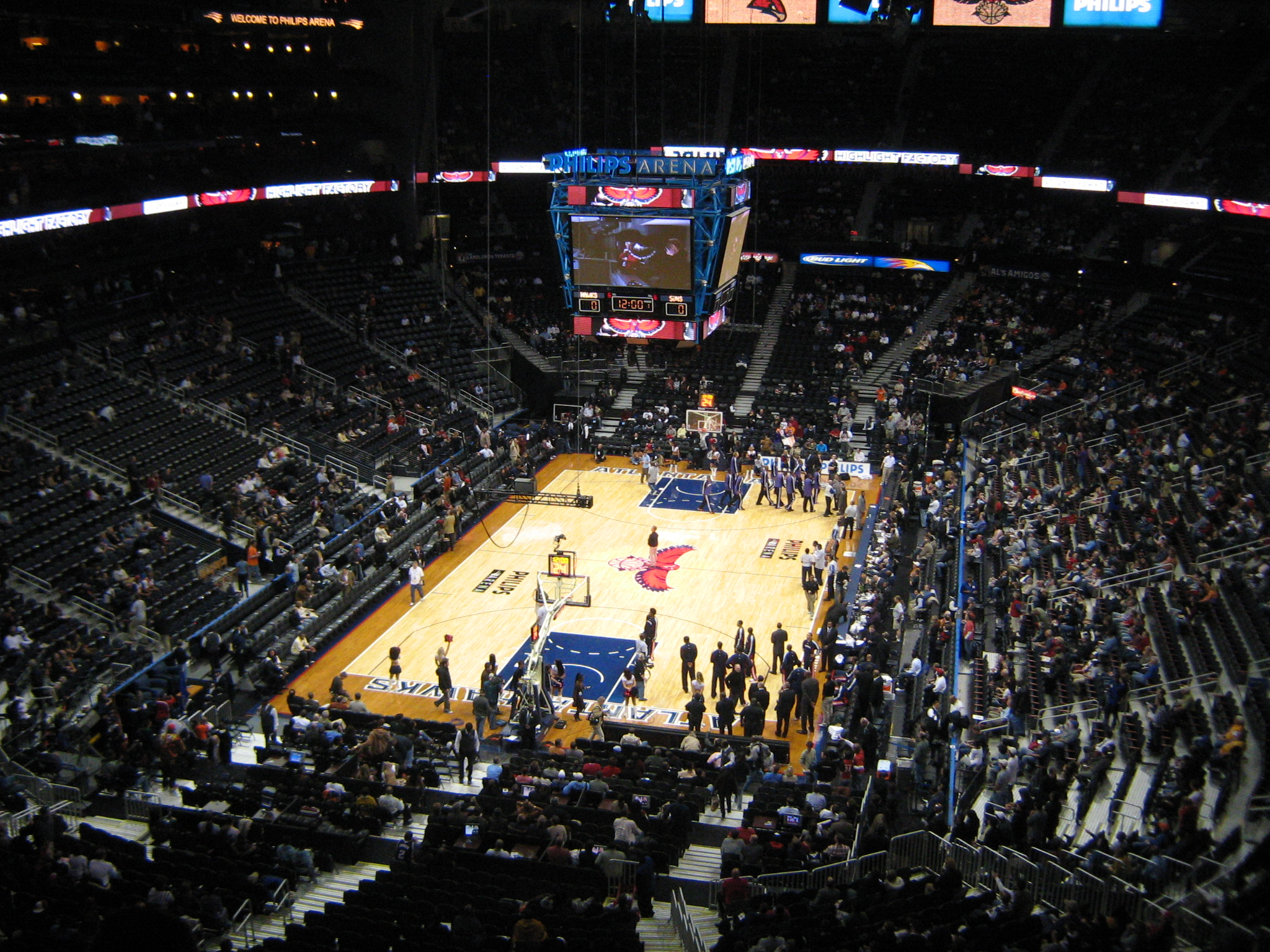
Philips Arena antes de um jogo dos Hawks contra o Phoenix Suns

A arena sediou o All-Star Game da NBA de 2003 e o torneio de basquete masculino da Atlantic Coast Conference em 2012.
O primeiro jogo de playoffs em qualquer liga profissional disputado na Philips Arena foi em 2005, quando o Georgia Force da Arena Football League sediou e venceu seu primeiro jogo de playoff em casa. O primeiro jogo dos playoff da NHL na Philips Arena foi em 2007, a única aparição dos Thrashers nos Playoffs da Stanley Cup. O primeiro jogo do playoff da NBA na Philips Arena foi em 2008, quando os Hawks chegaram aos playoffs de 2008. Em 10 de abril de 2011, os Thrashers perderam para o Pittsburgh Penguins por 5–2, em seu jogo final. Tim Stapleton marcou o gol final para os Thrashers na história da equipe.
O local havia sido nomeado o local do Torneio de Basquete Feminino da Southeastern Conference de 2005; no entanto, quando a NHL anunciou no início de 2004 que o 55º All-Star Game da NHL, agendado para fevereiro de 2005, seria realizado em Atlanta, os oficiais da arena retiraram o Torneio de Basquete Feminino. Estranhamente, a arena também não foi a anfitriã do All-Star Game devido a greve da NHL em 2004-05. Como resultado, Atlanta se tornou a segunda (San Jose sendo a primeira) cidade a perder um All-Star Game planejado por causa de uma disputa trabalhista. A Philips Arena seria mais tarde anunciada como a casa do 56º All-Star Game da NHL em 2008. Além disso, a Philips Arena sediou o terceiro jogo das finais da WNBA de 2010, onde o Seattle Storm derrotou o Atlanta Dream.
Em 2013, a Philips Arena sediou as finais dos Torneios da NCAA da Divisão II e Divisão III. Os eventos foram realizados como abertura para o Final Four da NCAA de 2013, realizado no Georgia Dome, em comemoração à 75ª edição do Torneio da NCAA.

### MMA e Wrestling
A arena sediou o UFC 88, UFC 145, UFC 201 e UFC 236 em 2008, 2012, 2016 e 2019, respectivamente. 
A Philips Arena também sediou a cerimônia de posse do Hall da Fama da WWE em 2011, na noite anterior ao WrestleMania XXVII, que foi realizada no Georgia Dome. A Philips Arena também hospedou o Royal Rumble de 2002, Backlash de 2007, Royal Rumble de 2010, Hell in a Cell de 2012, Survivor Series de 2015 e o Bad Blood de 2024. Uma edição do WCW Monday Nitro também foi realizada quando a arena era conhecida como 'The Philips Arena' em 5 de junho de 2000. A arena sediou o episódio de 19 de fevereiro de 2020 do AEW Dynamite. Recebeu o Saturday Night's Main Event XL em 12 de julho de 2025 e o PLE Evolution no dia seguinte.

### Concertos
A State Farm Arena está entre as arenas mais movimentadas para shows do mundo, tendo vendido mais de 550.000 ingressos para shows em 2007 e classificada como a terceira arena mais movimentada dos EUA em 2011.

### Outros eventos
A arena sediou o Campeonato dos Estados Unidos de Patinação Artística no Gelo em 2004.
Todos os anos, em janeiro, a State Farm Arena hospeda uma das maiores conferências cristãs para idosos: a Passion Conferences. A conferência normalmente ocorre no primeiro fim de semana do ano novo e apresenta grandes nomes do mundo cristão, como Louie Gigilio, Chris Tomlin, Matt Redman, Kristian Stanfill, John Piper, Lecrae e muitos mais. A conferência normalmente tem todos os seus ingressos vendidos.

## Reformas
Pouco depois de adquirir os Hawks e os direitos operacionais da Philips Arena em 24 de junho de 2015, Tony Ressler anunciou suas intenções de remodelar a arena para manter os Hawks no centro de Atlanta a um custo entre $ 150 milhões e $ 250 milhões. A reforma proposta reconstruiria toda a área de assentos para otimizar suas linhas de visão e removeria a parede das suítes que dominam um lado da arena e as substituiria por uma configuração de suíte mais tradicional. Os Hawks também estão em negociações com a cidade sobre a construção de um distrito de entretenimento de uso misto semelhante ao L.A. Live ao redor da Philips Arena, para melhor conectá-lo a outras atrações próximas, como o Centennial Olympic Park e o Mercedes-Benz Stadium. Em 1º de novembro de 2016, os Hawks e a cidade de Atlanta chegaram a um acordo de financiamento para a renovação da Philips Arena, com a cidade contribuindo com $ 142,5 milhões e os Hawks com $ 50 milhões, mais custos adicionais para o projeto. Com a reforma, os Hawks assinou uma extensão de arrendamento com duração até 30 de junho de 2046, com uma multa de rescisão antecipada de $ 200 milhões mais o saldo remanescente dos títulos da arena.
A primeira fase de reformas, concluída em 2017, removeu os níveis superiores, reduzindo o número total de suítes de 90 para 40, e acrescentou o Courtside Club atrás de uma das cestas. As reformas para 2018 foram descritas pelo diretor de operações dos Hawks, Thad Sheely, como uma "reabilitação intestinal". As reformas da arena trouxeram novas áreas de estar premium, saguões de 360 graus, uma nova placa de vídeo suspensa três vezes maior que sua antecessora, placas de vídeo adicionais nos cantos dos decks superiores. Mais de 9.300 m² do antigo escritório e espaço de armazenamento dentro da arena foram reaproveitados como "espaço para fãs". O primeiro evento com ingressos na renovada State Farm Arena foi o show do 25º aniversário do So So Def em 21 de outubro de 2018, enquanto o primeiro jogo em casa da temporada regular dos Hawks ocorreu em 24 de outubro contra o Dallas Mavericks.
Devido os conflitos da reforma com o calendário da WNBA, o Dream anunciou que mudaria seus jogos de casa de 2017 e 2018 para o Alexander Memorial Coliseum no campus da Georgia Tech, refletindo a mudança dos Hawks para o mesmo local na época que a State Farm Arena foi construída. Com o lançamento do calendário da WNBA de 2019 em 18 de dezembro de 2018, o Dream confirmou que eles estariam retornando à State Farm Arena. No entanto, após a conclusão da temporada regular, os funcionários da equipe indicaram que o Dream não voltaria ao State Farm Arena para a temporada de 2020, citando divergências com a gestão dos Hawks. Em 18 de outubro de 2019, o Dream anunciou que se mudaria para o Gateway Center Arena no subúrbio de College Park, compartilhando o local com o College Park Skyhawks.